# CorpBanca
CorpBanca est une entreprise chilienne fondée en 1871, et faisant partie de l'IPSA, le principal indice boursier de la bourse de Santiago du Chili. Anciennement connu sous le nom de Banco Concepción, CorpBanca est un établissement bancaire proposant des services de banque de détail, de gestion de mutual funds, d'assurance et d'intermédiation.

## Historique
En janvier 2014, CorpBanca et Itaú Unibanco annonce un projet de fusion entre les deux banques.